# San Roberto
San Roberto község (comune) Calabria régiójában, Reggio Calabria megyében.

## Fekvése
A megye nyugati részén fekszik, az Aspromonte területén. Határai: Calanna, Fiumara, Laganadi, Santo Stefano in Aspromonte és Scilla.

## Története
A település eredetére vonatkozóan nem léteznek pontos adatok. Első írásos említése a 14. századból származik. Korabeli épületeinek nagy része az 1783-as calabriai földrengésben elpusztult. A 19. században nyerte el önállóságát, amikor a Nápolyi Királyságban felszámolták a feudalizmust.

## Népessége
A népesség számának alakulása:

## Főbb látnivalói
- San Giorgio Martire-templom
- Maria SS. delle Grazie-templom